# M/S Vivi
Vivi, färja 304, är en av Trafikverket Färjerederiets färjor. Den är reservfärja för  Oxdjupsleden, Vaxholmsleden och Tynnyngöleden. Vivi byggdes 1978 för Statens vägverk, Stockholm.